# Bupleurum stewartianum
Bupleurum stewartianum är en flockblommig växtart som beskrevs av Nasir. Bupleurum stewartianum ingår i släktet harörter, och familjen flockblommiga växter. Inga underarter finns listade i Catalogue of Life.